# As-Simiya (Hebrón)
As-Simiya (en árabe: السيمياء‎, en inglés: As Simiya) es una aldea palestina perteneciente a la ciudad de Dura, en el Gobernación de Hebrón. Se sitúa al oeste de la Gobernación de Hebrón, a una distancia de 14 kilómetros.

## Geografía
As-Simiya se encuentra a una altitud de 460 metros sobre el nivel del mar.

## Población

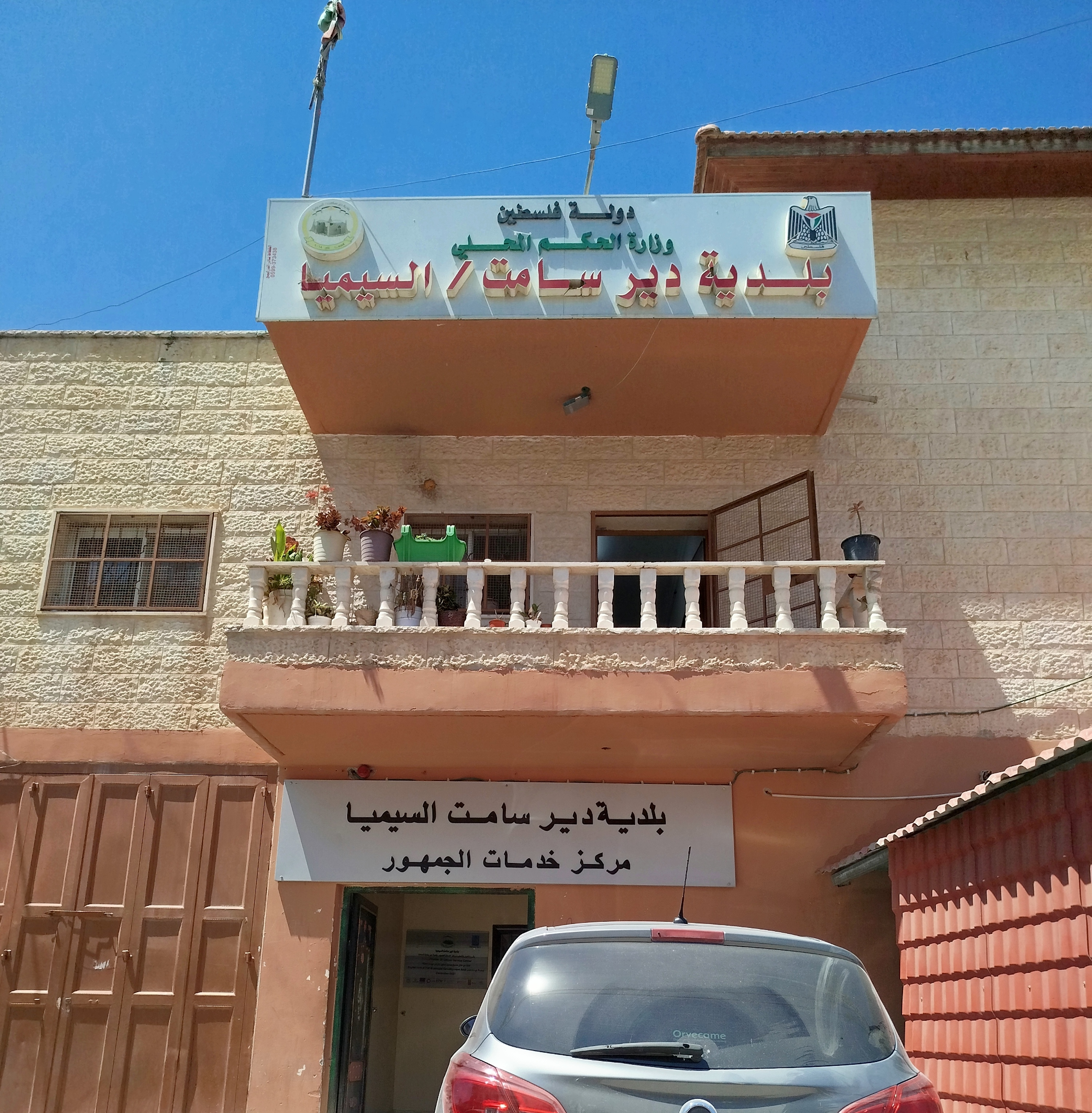
Edificio del Ayuntamiento de Deir Samit - As-Simiya

As-Simiya comparte un consejo municipal conjunto con Deir Samit, llamado Consejo Municipal de Deir Samit y As-Simiya.

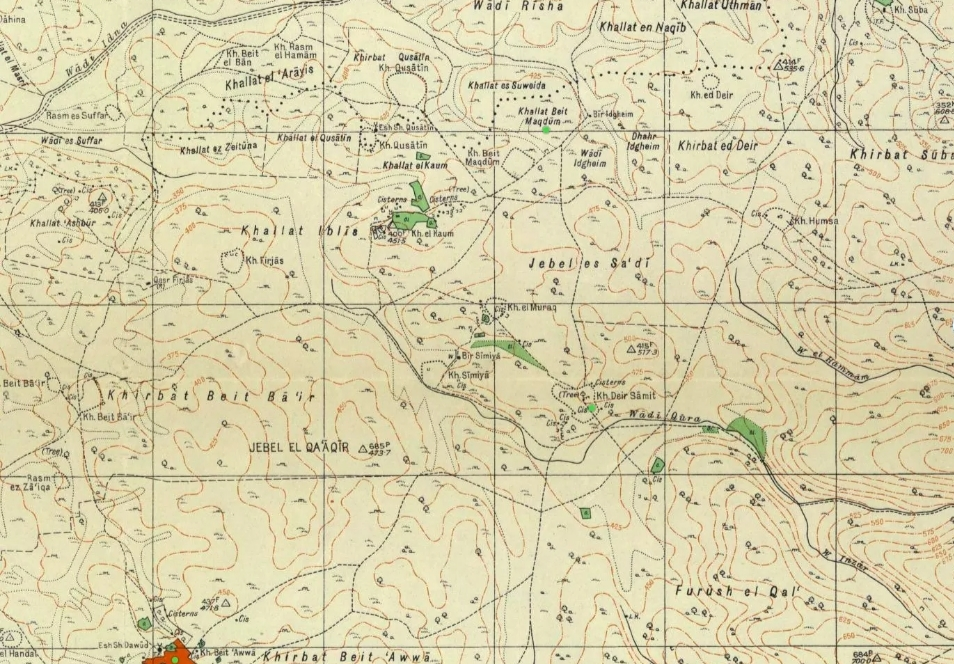
As Simiya

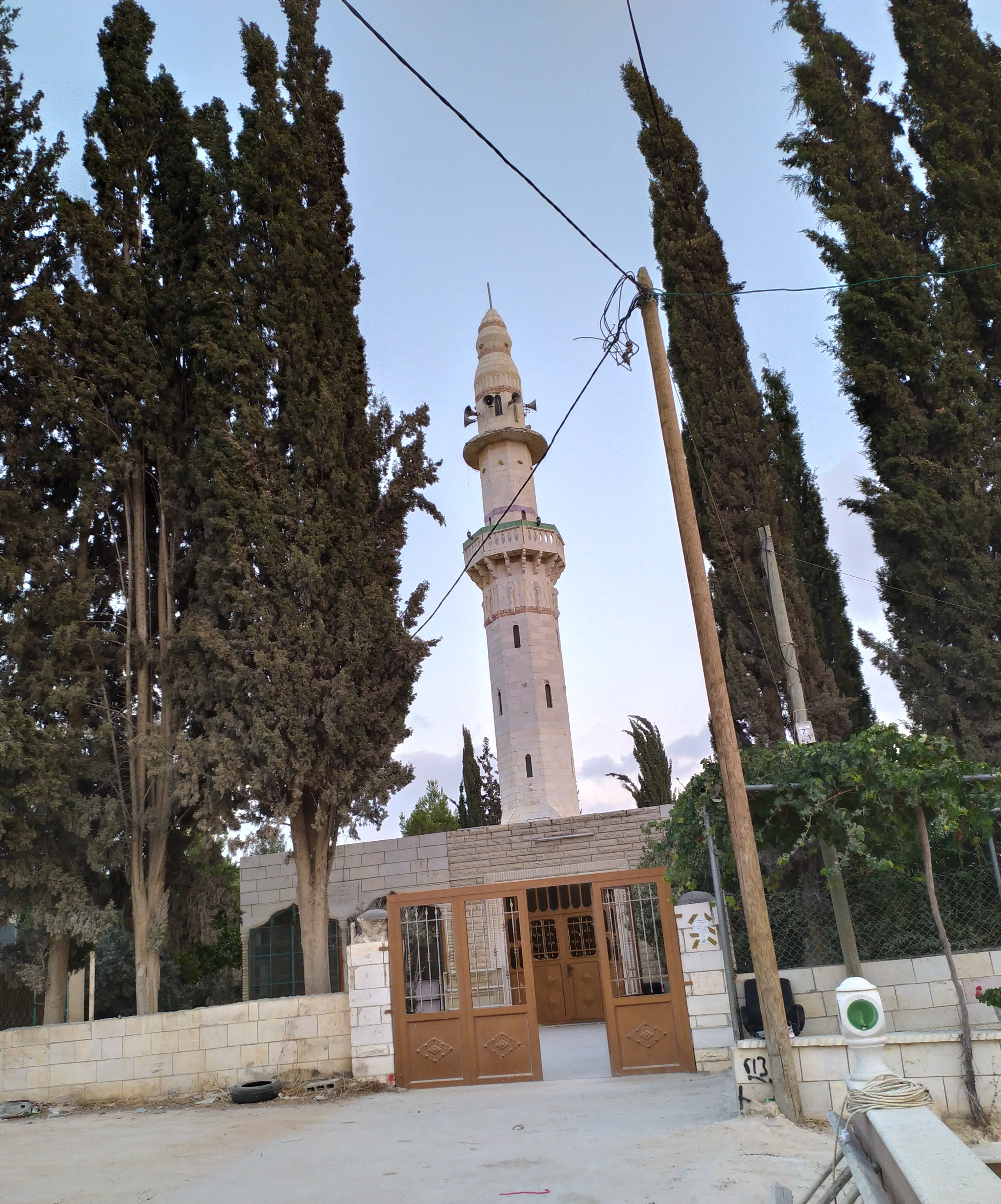
La mezquita de As-Simya, situada en el pueblo homónimo de As-Simya, al sur de Cisjordania.

Según el censo de 1997, la población de la aldea de As-Simiya era de 1.225 habitantes.